# Ivan Gašparovič
Ivan Gasparovic (n. 27 martie 1941, Poltár, Banskobystrický kraj, Slovacia) este un politician slovac și profesor de drept care a fost președinte al Slovaciei între 2004 - 2014. A fost primul președinte slovac reales în funcție.

## La început de carieră
Cu toate acestea, în ciuda expulzării sale, Gasparovic a fost capabil să-și continue cariera juridică și de la 1968 până în iulie 1990, el a fost un profesor la Catedra de Drept Penal, Criminologie și Practică criminologică la Facultatea de Drept a Universității Comenius din Bratislava. În februarie 1990, el a devenit prorector la Universitatea Comenius.
După Revoluția de Catifea și căderea ulterioară a regimului comunist, Gasparovic a fost ales de către noul președinte Vaclav Havel Procurorul General al țării federale. După martie 1992, el a fost pentru scurt timp vice-președinte al Consiliului Legislativ al Cehoslovaciei,  în ianuarie 1993. Gasparovic a revenit temporar la Universitatea Comenius. El a fost un membru al Consiliului Științific al Universității Comenius și a Consiliului Științific al Facultății de Drept din cadrul aceleiași universități. La sfârșitul anului 1992, el a fost unul dintre autorii Constituției Slovace.

## Președinte al Slovaciei
Gasparovic a abordat atenuat și non-conflictual președinția sa, ceea ce a dus la creșterea popularității sale în rândul alegătorilor. În străinătate a fost în general perceput ca un politician care a întors Slovacia înapoi spre comunism. Gasparovic a fost susținut de premierul socialist Robert Fico și de Partidul Național Slovac condus de Jan Slota.